# Haus Terter

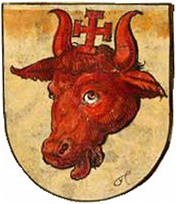
Wappen der Terter

Das Haus Terter (bulgarisch Тертер) war eine bulgarische Herrscherfamilie, eine Nebenlinie des Hauses Assen. Ihre Angehörigen wurden auch Terterowzi (bulg. Тертеровци), oder Terteriden genannt. Einiger Historiker wie Konstantin Jireček vermuten einen kumanischen Ursprung der Familie.

## Familienbeziehungen
1. unbekannt
  1. Aldimir (Eltimir) – Despot von Kran ⚭ Tochter von Zar Smilez
    1. Iwan Draguschin

  2. Georgi I. Terter († nach 1304), Zar von Bulgarien (1280–1292) ⚭ Maria, Tochter des russischen Fürsten Jakow Swetoslaw
    1. Theodor II. Swetoslaw (1300–1322) ⚭ Evrosina
      1. Georgi II. Terter Zar von Bulgarien (1322–1323)

    2. Theodor II. Swetoslaw ⚭ 1320 Theodora Palaiologos, Schwester des byzantinischen Kaisers Andronikos III. Palaiologos

  3. Georgi I. Terter ⚭ Kira-Marija Assenina, Tochter des Boljaren Mizo Assen und Schwester des Zaren Iwan Assen III.
    1. Anna Terter ⚭ 1284 Stefan Uroš II. Milutin, König von Raska
      1. Stefan Uroš III. Dečanski, König von Raska
      2. Anna Neda ⚭ Michael III. Schischman Assen Zar von Bulgarien (1323–1330)

    2. Anna Terter ⚭ 1301 Demetrios Dukas Kutrules Angelos
    3. unbekannte Tochter ⚭ Chaka Nogai, Zar von Bulgarien (1299–1300)